# Emily deRiel
Emily Ann deRiel (* 12. November 1974 in Boston) ist eine ehemalige US-amerikanische Pentathletin.

## Karriere
Emily deRiel bestritt 2000 in Sydney ihre einzigen Olympischen Spiele. Am Ende belegte sie in der erstmals ausgetragenen olympischen Frauenkonkurrenz mit nur acht Punkten hinter Stephanie Cook den zweiten Platz und gewann damit die Silbermedaille.
Sie lebt heute mit ihrem Mann und ihren beiden Kindern in Bonn.